# Bark
Bark es el sexto álbum de estudio de Jefferson Airplane lanzado en 1971. Fue el primer álbum sin el fundador de la banda Marty Balin (que abandonó la banda durante el proceso de grabación) y el primero con el violinista Papa John Creach. El baterista Spencer Dryden había sido reemplazado por Joey Covington a principios de 1970 después de un largo período de transición en el que ambos músicos habían tocado en la banda.
El álbum alcanzó el puesto # 11 en la lista de álbumes de Billboard y obtuvo el certificado de oro por la RIAA.

## Grabación
Las sesiones de grabación comenzaron en 1970 después de la falla comercial del sencillo "México", un sencillo que criticó duramente el Operativo Intercepción administrado por Richard Nixon contra la marihuana.
Una gira por los Estados Unidos promocionando su primer álbum de grandes éxitos (The Worst of Jefferson Airplane) continuó hasta el otoño de 1970, con Papa John Creach quien se había unido recientemente a la banda y a Hot Tuna. Balin no tocó en el concierto en el Winterland Ballroom el 5 de octubre en recuerdo de Janis Joplin, pero continuó con la gira; sin embargo, estaba cada vez más frustrado con el uso de drogas de la banda.
Jefferson Airplane dejó de viajar en noviembre de 1970 cuando Grace Slick y Paul Kantner estaban a punto de tener un hijo. China Kantner nació el 25 de enero de 1971. Durante la recuperación de Slick en enero de 1971 se grabó "Pretty as you Feel", mientras Hot Tuna continuó girando y grabó el disco en vivo "First Pull Up, Then Pull Down" en marzo. Las sesiones de grabación se reanudaron en la primavera de 1971, pero Balin, que no había hablado con sus compañeros de banda desde el final de la gira de 1970, dejó formalmente el grupo en abril.
Más tarde, Kantner admitió que la banda no sabía realmente en qué dirección ir sin Balin: "Sin Marty no había fuerza centrífuga juntando todas las partes. Sin esa fuerza simplemente se fue ... bueno". Las nuevas canciones fueron finalmente compuestas por Kantner, Slick, Kaukonen y Covington. Las sesiones de grabación finalmente concluyeron a principios de julio de 1971, con el álbum presentando la banda principal aumentada por Creach en tres pistas. "Up or Down" y las versiones de estudio de "México" y "Have You Seen the Saucers?" fueron lanzados más tarde en el álbum recopilatorio "Early Flight".

## Lanzamiento y promoción
La banda hizo varias fechas en agosto para promocionar el nuevo álbum pero no se planeó ninguna gira. Solo una fecha (una fiesta privada para Grunt Records en el Friends and Relations Hall de San Francisco) se realizó después del lanzamiento del álbum en septiembre.
A medida que el álbum escalaba en las listas de Billboard, la banda ya estaba trabajando en proyectos paralelos: Kantner y Slick grabaron "Sunfighter", su primer álbum conjunto; Creach trabajó en su álbum debut; y Kaukonen, Casady y Creach terminaron el álbum "Burgers" de Hot Tuna. Con la excepción de un par de fechas a principios de 1972, la banda no volvió a tocar hasta las sesiones de grabación de "Long John Silver" en marzo de 1972.

## Recepción de la crítica
En The Rolling Stone Album Guide (1.ª edición, 1979), el editor John Swenson escribió: "Después de que Balin se fue, el grupo literalmente se vino abajo".
La reseña original de Lester Bangs en Rolling Stone (11 de noviembre de 1971) fue mucho más favorable: "Si me preguntas, Bark es la obra más magnánima del Plane desde After Bathing at Baxter's".

## Lista de canciones
1. "When the Earth Moves Again" (3:54)
2. "Feel So Good" (4:36)
3. "Crazy Miranda" (3:23)
4. "Pretty as You Feel" (4:29)
5. "Wild Turkey" (instrumental) (4:45)
6. "Law Man" (2:42)
7. "Rock and Roll Island" (3:44)
8. "Third Week in the Chelsea" (4:34)
9. "Never Argue with a German If You're Tired or European Song" (4:31)
10. "Thunk" (2:58)
11. "War Movie" (4:41)

## Integrantes
- Jack Casady – bajo, balalaika
- Joey Covington – percusión, batería, voz
- Paul Kantner – guitarra, voz
- Jorma Kaukonen – guitarra, voz
- Grace Slick – piano, voz
- Papa John Creach – violín en "Pretty as You Feel", "Wild Turkey" y "When the Earth Moves Again"